# Liste der Monuments historiques in Sessenheim
Die Liste der Monuments historiques in Sessenheim führt die Monuments historiques in der französischen Gemeinde Sessenheim auf.

## Liste der Objekte
| Bezeichnung                     | Beschreibung                                                   | Standort                                                      | Kennzeichnung | Schutzstatus | Datum | Bild |
| ------------------------------- | -------------------------------------------------------------- | ------------------------------------------------------------- | ------------- | ------------ | ----- | ---- |
| Skulptur Maria Immaculata       | Holz, farbig gefasst und vergoldet, Mitte des 18. Jahrhunderts | in der Kirche Nativité-de la-Bienheureuse-Vierge-Marie (Lage) | PM67001364    | Inscrit      | 2002  |      |
| Abendmahlskelch                 | Silber, vergoldet, Anfang des 19. Jahrhunderts                 | in der protestantischen Kirche (Lage)                         | PM67000319    | Classé       | 1978  |      |
| Behälter für das Abendmahlsbrot | Silber, 1690                                                   | in der protestantischen Kirche (Lage)                         | PM67000318    | Classé       | 1978  |      |